# Johan Glans
Johan Magnus Glans, född  9 april 1974 i Eslöv, är en svensk ståuppkomiker och skådespelare.

## Biografi
Som ung ägnade Glans sin fritid åt att spela schack i Eslövs Schackklubb. Ett annat ungdomsintresse har varit James Bond och han har varit med i SVT:s frågesportprogram Kvitt eller dubbelt, där han tävlat i ämnet. Glans gjorde sin debut som ståuppkomiker på Kramer i Malmö i oktober 1994. Han belönades med Bubbenpriset 1998 och han utsågs på Svenska Stand up-galan 2003 till Årets manliga komiker.
Glans har medverkat i flera humor- och satirprogram som till exempel Parlamentet i TV4, tv-programmen Räkfrossa och Kvarteret Skatan och han har medverkat i program som exempelvis Släng dig i brunnen, Extra! Extra!, Morgonsoffan i SVT och Sverige dansar och ler samt Sverige pussas och kramas i Kanal 5. Han hade huvudrollen som Nisse Hult i SVT-komediserien Nisse Hults historiska snedsteg och spelade Reine Bok i tv-serien Hjälp!. Han har även uppträtt på Stockholm Live.
Den 29 oktober 2008 gav han ut dvd-filmen Johan Glans – World Tour of Skåne, inspelad i Helsingborgs konserthus den 5 juni 2008. Filmen är en ståupp-show från en turné runt om i Skåne. Den 9 och 10 november samma år, gästspelade han på Hotell Rival vid Mariatorget på Södermalm.
Under åren 2010–2012 medverkade Glans i Monty Python-musikalen Spamalot på Nöjesteatern i Malmö och på Oscarsteatern i Stockholm.
Våren 2014 var Glans en av programledarna i UR:s dokumentärserie om TV-historia, Programmen som förändrade TV.
Våren 2016 medverkade Johan Glans som lagledare i SVT:s nya humorprogram "Tror du jag ljuger?" tillsammans med Anna Mannheimer som programledare och Fredrik Lindström som lagledare för motståndarlaget. Alla tre har medverkat i samma roller i senare säsonger.
Under året 2016 spelade han också en av huvudrollerna i den nya svenskamerikanska webb-tv-serien Swedish Dicks som gick att streama på Viaplay och sändes på TV3 i Sverige. I USA så sändes den av Lionsgate. 

### Utmärkelser
Johan Glans belönades 2011 med såväl Karamelodiktstipendiet som Tidskriften OPERA:s Musikalpris. År 2012 utsågs han till Årets skåning, 
och 2018 tilldelades han Piratenpriset.

### Privatliv
Glans är gift med Sara Young och de har tillsammans två barn. Glans är brorson till författaren och kulturskribenten Kay Glans. Han är också kusinbarn till friidrottaren Dan Glans.

## Filmografi (i urval)
- 1989 – Kvitt eller dubbelt - Tävlande
- 1998 – Snacka om Nyheter (TV-serie)
- 2003 – 2006 – Kvarteret Skatan (26 avsnitt)
- 2004 – Creepschool - Biträdande rektor Gilbert (16 avsnitt)
- 2006 – Nisse Hults historiska snedsteg - Nisse Hult (6 avsnitt)
- 2007–2008 – Hjälp! (16 avsnitt)
- 2008 – Vi hade i alla fall tur med vädret – igen - Hambörje
- 2009 – 2010 – Cirkus Möller
- 2010 – Cornelis - Anders Burman
- 2011 – Åsa-Nisse – wälkom to Knohult - Mårten Dagelid
- 2012 – Kvarteret Skatan reser till Laholm - Magnus
- 2013–2016 – Halvvägs till himlen (TV-serie) - Albin Olsson
- 2014 – Jättebästisar (TV-serie)
- 2015 – Partaj (TV-serie)
- 2016 – Programmen som förändrade TV (TV-serie)
- 2016 – Swedish Dicks (TV-serie)
- 2016–2019 – Tror du jag ljuger? (TV-serie)
- 2017 – Parlamentet (TV-serie)
- 2017 – Släng dig i brunnen (TV-serie)
- 2018 – Alla hästar hemma (TV-serie)
- 2019 – Enkelstöten (TV-serie)
- 2019 – Ture Sventon och Bermudatriangelns hemlighet (TV-serie)
- 2020 – Mirakel (TV-serie)
- 2021 – Snälla kriminella
- 2021 – Home Invasion (TV-serie)
- 2021 – Bamse och vulkanön (röst som Lille Skutt)
- 2022 – Ture Sventon och jakten på Ungdomens källa (TV-serie)
- 2022 – Kenny Starfighter – Dr Deo slår tillbaka (TV-serie)
- 2023 – Ett sista race
- 2025 – Bamse och havets hemlighet

## Shower
- 2000 – Jävla 70-talister (scenshow)
- 2001 – 2002 – I Räkans tecken (scenshow)
- 2007 – Kvarteret Skatan i Verkligheten (scenshow)
- 2008 – World Tour of Skåne (scenshow, DVD)
- 2011 – Det bleka hotet (DVD)
- 2013 – World Tour of Skandinavien (scenshow, DVD)
- 2016 – World Tour of the World (scenshow, DVD)
- 2023 – Johan Glans sommarturné (scenshow, BIO)[7]

## Teater
| År   | Roll           | Produktion                                           | Regi          | Teater            |
| ---- | -------------- | ---------------------------------------------------- | ------------- | ----------------- |
| 2010 | Sir Robin      | Spamalot Eric Idle och John Du Prez                  | Anders Albien | Nöjesteatern      |
| 2011 | Sir Robin      | Spamalot Eric Idle och John Du Prez                  | Anders Albien | Oscarsteatern     |
| 2014 | Bosse Berglund | Livet är en schlager Jonas Gardell och Fredrik Kempe | Jonas Gardell | Cirkus, Stockholm |